# 16039 Зеґлін
16039 Зеґлін (16039 Zeglin) — астероїд головного поясу, відкритий 15 квітня 1999 року.
Тіссеранів параметр щодо Юпітера — 3,180.